# Krankenschwestern vom Regulierten Dritten Orden des hl. Franziskus
Die Krankenschwestern vom Regulierten Dritten Orden des hl. Franziskus sind eine Ordensgemeinschaft innerhalb des regulierten Dritten Ordens des hl. Franziskus. Sie wurde 1844 gegründet und ist auch unter dem Namen Franziskanerinnen von Münster St. Mauritz oder kurz Mauritzschwestern bekannt.

## Geschichte
Die Gemeinschaft wurde am 2. Juli 1844 von Johann Christoph Bernsmeyer und dem Münsteraner Bischof Johann Georg Müller in Telgte gegründet. Das Mutterhaus wurde am 19. Oktober 1853 von Telgte nach St. Mauritz bei Münster verlegt. Seit dem 2. Oktober 1901 untersteht die Ordensgemeinschaft dem päpstlichen Recht. 
1875 gründete der Orden eine Filiale in den USA, 1875 in Holland. 1923 begannen die Schwestern mit Missionsarbeit in China; 1948 in Japan und 1973 in Indien.

## Generaloberinnen
- Josephine Elkmann (1852–1866)
- Bernhardine Wehage (1866–1897)
- Cherubine Döring (1897–1921)
- Pulcheria Braems (1921–1939)
- Wistremunda Schemann (1939–1952)
- Odilia Berkel (1952–1970)
- Barthola Thoben (1970–1976)
- Angela Schrudde (1976–1994)
- Mary Ann Minor (1994–2006)
- Sherrey Murphy (2006–2018)
- Margarete Ulager (seit 2018)

## Struktur
Zu den Franziskanerinnen von Münster St. Mauritz gehören fünf Ordensprovinzen in  fünf Ländern, die jeweils unter der Leitung einer Provinzoberin stehen. Außer der deutschen Provinz sind dies:
- die polnische Provinz (bis 1945: Schlesische Provinz, gegründet 1848). Zu ihr gehören 11 Konvente in Polen sowie zwei Konvente in Kasachstan.[4]
- die 1903 gegründete amerikanische Provinz mit Sitz in Springfield, Illinois[5]
- die japanische Provinz, hervorgegangen aus einer 1948 von der amerikanischen Provinz gegründeten Mission.[6] Zur japanischen Provinz gehört auch eine Niederlassung in Korea.[3]
- die indische Provinz mit 12 Konventen. Indische Schwestern arbeiten außerdem in Tansania und in Jérémie (Haiti).[7]

Der Kongregation gehören weltweit rund 700 Schwestern an.

## Deutschland
Der deutschen Ordensprovinz gehören 350 Schwestern an (Stand 2021). In Deutschland trat letztmals 1990 eine Novizin in den Orden ein.
2020 gibt es in Deutschland – außer dem Mutterhaus – sieben Konvente:
- Ahaus-Wüllen
- Gästekloster „Haus Damiano“ in Kiel
- Franziskanerinnen im St. Bonifatius-Hospital in Lingen
- Franziskanerinnen in Berlin
- St. Josefshaus in Seppenrade
- Franziskanerinnen an Überwasser
- Esterwegen

Provinzoberin der deutschen Provinz ist seit 2021 Schwester Diethilde Bövingloh. Generaloberin ist seit 2018 Schwester Margarete Ulager.
Im Jahre 1997 wurde die St. Franziskus-Stiftung Münster gegründet, in welche die bisher in Eigenregie geführten Krankenhäuser eingebracht wurden. Zeitgleich entstand der Verein Tauwerk e. V. in Berlin, ein Hospizdienst besonders für schwerkranke und sterbende Menschen mit AIDS sowie deren Angehörige.
Ein Einschnitt für die als Krankenpflegeorden gegründete Gemeinschaft war es, als 2021 die letzte noch als Krankenschwester tätige Ordensschwester der deutschen Ordensprovinz diesen Dienst beendete. Am 7. Mai verließen die letzten beiden Schwestern den Ort Hinsbeck, in dem sie über 160 Jahre segensreich gewirkt hatten.